# Monte Carasso

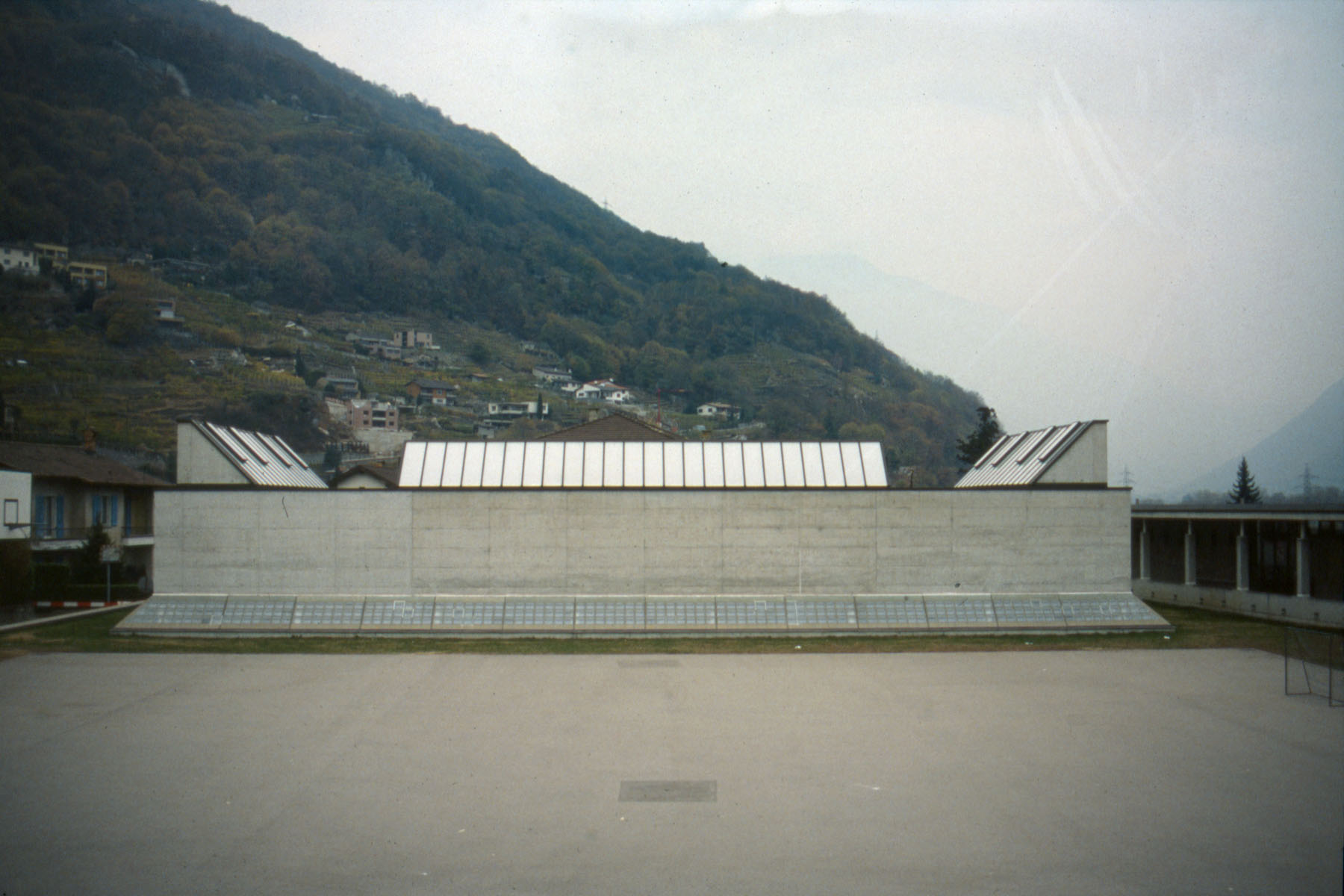
Palestra 1981-1984

Monte Carasso – dzielnica miasta Bellinzona w Szwajcarii, w kantonie Ticino, w okręgu (distretto) Bellinzona, w powiecie (circolo) Bellinzona. Do 1 kwietnia 2017 samodzielna gmina.
Laureat Nagrody Wakkera (Luigi Snozzi) w 1993.